# Schoenobryum concavifolium
Schoenobryum concavifolium är en bladmossart som beskrevs av Hirendra Chandra Gangulee 1976. Schoenobryum concavifolium ingår i släktet Schoenobryum och familjen Cryphaeaceae. Inga underarter finns listade i Catalogue of Life.